# Cerna, Tulcea
Cerna là một xã thuộc hạt Tulcea, România. Dân số thời điểm năm 2002 là 4342 người.